# Сакулица
 Тази статия е за селото в Северна Македония.  За квартала на София, България вижте Секулица (квартал).  
Сакулица или Секулица (на македонска литературна норма: Сакулица) е село в североизточната част на Северна Македония, община Кратово.

## География
Селото e разположено на 20 километра югозападно от общинския център Кратово в северното подножие на планината Манговица. В близост е Сакуличкият проход, през който в миналото минава кервански път, свързващ Велес с Кюстендил.

## История
В XIX век Сакулица е малко изцяло българско село в Кратовска кааза на Османската империя. Според статистиката на Васил Кънчов („Македония. Етнография и статистика“) от 1900 г. Сакулица има 350 жители, всички българи християни.
В началото на XX век население на селото са под върховенството на Българската екзархия. По данни на секретаря на екзархията Димитър Мишев („La Macédoine et sa Population Chrétienne“) през 1905 година в Сакулица (Sakoulitza) има 376 българи екзархисти.
През септември 1910 година селото пострадва по време на обезоръжителната акция на младотурците. Свещеник Теодосий от Сакулица е арестуван и бит.
При избухването на Балканската война в 1912 година 7 души от Сакулица са доброволци в Македоно-одринското опълчение.

## Личности
Родени в Сакулица
- Гаврил Донев, български революционер, деец на ВМОРО, четник в четата на Иван Бърльо в март - май 1915 година,[5] след това в същата година на Стоян Леков[6]
- Георги Соколов Кратовец (Джордже Соколович Кратовац), сърбомански четнически войвода
- Йордан Митрев, български революционер, деец на ВМОРО, четник на Стоян Леков в 1915 година[7]
- Йордан Секулички (? – 1908), български революционер
- Йосиф Димитров, български революционер от ВМОРО, четник на Никола Костов[8]
- Марко Секулички (1848 – 1925), български революционер
- Стоил Антов (1877 – 1934), български революционер
- Теодор Анастасов (1888 – 26 май 1925), български революционер, деец на ВМРО[9]